# جيد كوان
جيد كوان (بالصينية: 關心妍) هي كاتبة غنائية ومغنية صينية، ولدت في 31 يوليو 1979 في هونغ كونغ في الصين.

## وصلات خارجية
- الموقع الرسمي
- جيد كوان على موقع ميوزك برينز (الإنجليزية)
- جيد كوان على موقع ديسكوغز (الإنجليزية)